# Wei-Liang Chow
Wei-Liang Chow, chinesisch 周煒良 / 周炜良, Pinyin Zhōu Wěiliáng;  (* 1. Oktober 1911 in Shanghai; † 10. August 1995 in Baltimore) war ein chinesisch-US-amerikanischer Mathematiker, der sich mit algebraischer Geometrie beschäftigte.

## Leben
Chow wurde von seiner Familie zur Schulausbildung in die USA geschickt (vorher erhielt er Privatunterricht). Er besuchte die Schule in Wilmore in Kentucky und studierte an der Universität von Kentucky und danach an der University of Chicago, wo er 1931 seinen Bachelor und 1932 seinen Master-Abschluss in Mathematik machte. Er studierte danach (nach kurzem Abstecher nach Göttingen) in Leipzig bei Bartel Leendert van der Waerden, der ihn zur algebraischen Geometrie hinführte, damals von der italienischen Schule um Francesco Severi dominiert. Er lebte ab 1934 in Hamburg, wo er bei Emil Artin hörte, ebenso wie Shiing-Shen Chern. 1936 promovierte er in Leipzig (Die geometrische Theorie der algebraischen Funktionen für beliebige vollkommene Körper). 1936 heiratete er Margot Victor, die er in Hamburg kennenlernte. Ab September 1936 war er Professor an der Universität von Nanjing in China. Während der Besetzung durch die Japaner ging er von Nanjing nach Shanghai. Er veröffentlichte noch einige wenige Arbeiten, konnte aber seine mathematische Tätigkeit erst nach dem Krieg 1946 wieder aufnehmen, als er an der Tung-Chi Universität in Shanghai unterrichtete. Auf Vermittlung von Chern war er ab 1947 am Institute for Advanced Study in Princeton. Ab 1948 war er als Associate Professor an der Johns Hopkins University, wo er 1950 Professor wurde. 1977 ging er dort in den Ruhestand. 1955 bis 1965 war er Vorsitzender der mathematischen Fakultät und leitete in dieser Zeit eine sehr aktive Schule der algebraischen Geometrie, bei der auch André Weil und Oscar Zariski regelmäßig zu Gast waren. Zu der Gruppe gehörte u. a. Jun-Ichi Igusa und Shreeram Abhyankar.
Chow führte in der Arbeit mit van der Waerden Zur algebraischen Geometrie. IX. (Mathematische Annalen 1937) Chow-Koordinaten ein. 1949 bewies er den Satz von Chow: Jede kompakte analytische Mannigfaltigkeit im projektiven Raum ist eine algebraische Varietät. 1956 führte er in einer Arbeit in den Annals of Mathematics den Chow-Ring algebraischer Zyklen einer nicht-singulären projektiven algebraischen Varietät ein, das algebro-geometrische Gegenstück zum Ring der Kohomologieklassen einer topologischen Mannigfaltigkeit.
Nach ihm und Pjotr Konstantinowitsch Raschewski (1938) ist der Satz von Chow und Raschewski in der Sub-Riemannschen Geometrie benannt. Es spielt auch eine Rolle in der geometrischen Kontrolltheorie. Gegeben seien glatte Vektorfelder {\displaystyle V_{i}} auf einer zusammenhängenden Mannigfaltigkeit M. Falls die Lie-Kommutatoren der {\displaystyle V_{i}} und deren Iterierte in jedem Punkt von M den Tangentialraum {\displaystyle T_{p}M} aufspannen (Chow-Bedingung), dann sind je zwei Punkte von M durch eine Kurve verbunden deren Geschwindigkeitsvektor eine Linearkombination der {\displaystyle V_{i}} ist.
1953 bis 1977 war er Herausgeber des American Journal of Mathematics. Shiing-Shen Chern hat die American Academy of Arts and Sciences empfohlen, Chow als Mitglied aufzunehmen. Chow konnte aber (vermutlich aus rassistischem Grund) nicht gewählt werden. Nach Chern war das ein Verlust für die American Academy of Arts and Sciences.
Chow war auch Briefmarkensammler und veröffentlichte ein Buch über Shanghai-Briefmarken.

## Schriften
- S. S. Chern, V. V. Shokurov (Hrsg.): Collected papers of Wei-Liang Chow, World Scientific 2002
- Die geometrische Theorie der algebraischen Funktionen für beliebige vollkommene Körper. Mathematische Annalen, Band 114, 1937, S. 655.
- Einfacher topologischer Beweis des Fundamentalsatzes der Algebra. Band 116, 1939.
- Über die Multiplizität der Schnittpunkte von Hyperflächen. Mathematische Annalen Band 116, 1939.
- mit van der Waerden: Zur algebraischen Geometrie. IX. Über zugeordnete Formen und algebraische Systeme von algebraischen Mannigfaltigkeiten. Mathematische Annalen, Band 113, 1937.